# Hans Karg (Skispringer)
Hans Karg ist ein ehemaliger deutscher Skispringer.

## Werdegang
Karg startete bei der Vierschanzentournee 1953 zu seinem ersten und einzigen internationalen Wettbewerb. Dabei startete er ausschließlich beim Neujahrsspringen auf der Großen Olympiaschanze in Garmisch-Partenkirchen, bei dem er mit Rang 21 direkt hinter seinem Landsmann Willi Fischer auf einen guten Platz im Mittelfeld landete. In der Gesamtwertung erreichte er mit 170 Punkten Rang 29.

## Erfolge

### Vierschanzentournee-Platzierungen
| Saison | Platz | Punkte |
| ------ | ----- | ------ |
| 1953   | 29.   | 170,0  |